# Disney Illuminations
Disney Illuminations est un spectacle nocturne du parc Disneyland à Disneyland Paris, présenté tous les soirs, à l'horaire de fermeture du parc, du 25 mars 2017 au 11 avril 2023, et entre le 31 mai 2024 et le 9 janvier 2025. Il est une des nouveautés majeures des festivités du 25ème anniversaire de la destination.
Ce spectacle, dans la droite lignée de Disney Dreams!, se sert de différentes techniques : projections sur le château, lasers, fontaines, effets pyrotechniques et feux d'artifice. Le champ de projection a été agrandi par rapport à Disney Dreams! : la montagne autour du château est également couverte.
Dans ce spectacle, c'est Mickey qui est le maître de cérémonie, rôle occupé par Peter Pan dans Disney Dreams!.

« Je tiens à revenir sur les racines de ce héros un peu maladroit mais au grand cœur ; cela fait partie de l’enfance que nous partageons tous. »

— Katy Harris, directrice artistique du spectacle Disney Illuminations.
Disney Illuminations est en grande partie basé sur le spectacle Ignite the Dream, créé pour le parc Shanghai Disneyland. Il se compose de plusieurs scènes, tirées de films d'animation ou en prise de vue réelles des filiales de The Walt Disney Company, parmi lesquels La Reine des Neiges, Star Wars, épisode VII, La Belle et la Bête, ou encore Le Monde de Nemo et Pirates des Caraïbes.

## Histoire
Du 25 mars 2017 au 30 septembre 2018, le spectacle se conclut par l'affichage du logo du 25e anniversaire de Disneyland Paris, projeté sur le Château, dont il est l'une des grandes nouveautés. À la fin des festivités, le logo est supprimé mais l'épilogue "If You Can Dream" est conservé. Toutes les références sonores du spectacle relatives au 25ème anniversaire sont également supprimées.
Le 16 mars 2020, Disneyland Paris ferme pour limiter la propagation du virus de la Covid-19. Lors de la réouverture de la destination le 15 juillet 2020, le spectacle n'est plus au programme. Il faut attendre le 21 décembre 2021 pour que Disney Illuminations fasse son retour après un an et demi d'absence.
À l'occasion de l'anniversaire du parc Disneyland Paris, le spectacle est reconduit afin de célébrer les 30 ans du parc. En 2023, le parc annonce son remplacement par Disney Dreams!, qui fait son retour à partir du 12 avril 2023.
L'année suivante, Disneyland Paris annonce le retour de Disney Illuminations pour le 31 mars 2024 dans une version toutefois modifiée: la séquence dédiée à La Belle et la Bête est supprimée et la séquence de La Reine des Neiges voit une de ses scènes supprimée.
La toute dernière représentation du spectacle à lieu le 9 Janvier 2025, avant d'être remplacé définitivement par Disney Tales of Magic.

## Bande-son
- Cendrillon
  - A Dream Is a Wish Your Heart Makes
- Le Roi lion
  - Circle of Life
  - Can You Feel the Love Tonight
- La Petite Sirène
  - Partir là-bas
- Le Monde de Nemo
  - Fronds Like These
  - The Turtle Lope
- Pirates des Caraïbes
  - He's a Pirate
- La Belle et la Bête
  - How Does a Moment Last Forever
- Star Wars, épisode VII : Le Réveil de la Force
  - Main Title
  - March of the Resistance
- La Reine des neiges
  - Libérée, délivrée
  - Le Renouveau (Reprise)
  - The Great Thaw (Vuelie Reprise)
- Cendrillon
  - Reprise : A Dream Is a Wish Your Heart Makes

### Épilogue
- Princesses Disney
  - If You Can Dream